# Diocesi episcopale della Pennsylvania
La diocesi della Pennsylvania (in latino: Dioecesis de Pennsilvania) è una sede della Chiesa Episcopale situata nella regione ecclesiastica Provincia 3. Nel 2010 contava 46.006 battezzati. È attualmente retta dal vescovo Clifton D. Daniel.

## Territorio
La diocesi comprende cinque contee dello stato della Pennsylvania negli Stati Uniti: Bucks, Chester, Delaware, Filadelfia e Montgomery.
Sede vescovile è la città di Filadelfia, dove si trova la Cattedrale del Salvatore (Philadelphia Episcopal Cathedral).
Il territorio si estende su 5.705 km² ed è suddiviso in 142 parrocchie.

## Storia
La diocesi è una delle nove originali Diocesi della chiesa episcopale degli Stati Uniti d'America.
Il primo vescovo della Pennsylvania, William White, fu anche il primo e il quarto Vescovo presidente della Chiesa Episcopale degli Stati Uniti d'America.
Nel 1865 il territorio della diocesi è stato diviso in due parti, a favore dell'erezione della Diocesi episcopale di Pittsburgh.

## Cronotassi dei vescovi
- William White (1787 - 1836)
- Henry U. Onderdonk (1836 - 1844)
- Alonzo Potter (1845 - 1865)
- William B. Stevens (1865 - 1887)
- Ozi W. Whitaker (1887 - 1911)
- Alexander Mackay-Smith (1911)
- Philip M. Rhinelander (1911 - 1923)
- Thomas J. Garland (1924 - 1931)
- Francis Marion Taitt (1931 - 1943)
- Oliver J. Hart (1943 - 1963)
- J. Gillespie Armstrong (1963 - 1964)
- Robert L. DeWitt (1964 - 1973)
- Lyman C. Ogilby (1974 - 1987)
- Allen L. Bartlett, Jr. (1987 - 1998)
- Charles Ellsworth Bennison, Jr. (1998 - 2012)
- Clifton D. Daniel, Provisional Bishop, dal 2013